# Reuben Wood

Reuben Wood

Reuben Wood (* 1792 oder 1793 in Middletown, Rutland County, Vermont; † 1. Oktober 1864 in Cleveland, Ohio) war ein US-amerikanischer Politiker (Demokratische Partei) und von 1850 bis 1853 der 21. Gouverneur des Bundesstaates Ohio.

## Frühe Jahre und politischer Aufstieg
Reuben Wood besuchte zunächst keine Schule, sondern wurde zu Hause erzogen. Nach dem Tod seines Vaters, der ein Prediger und Militärgeistlicher während des Unabhängigkeitskrieges war, kam der damals 15-Jährige in die Obhut eines Onkels in Kanada. Dort erhielt er eine klassische Ausbildung. Bei Ausbruch des Britisch-Amerikanischen Krieges von 1812 wurde er zu den kanadischen Streitkräften eingezogen, die damals auf britischer Seite kämpften. Als geborener Amerikaner flüchtete er in die USA, wo er sich kurzzeitig der US Army anschloss.
Nach dem Ende seines Militärdienstes studierte Wood Jura und arbeitete dann in Cleveland als Rechtsanwalt. Zwischen 1825 und 1830 saß er im Senat von Ohio. Zwischen 1830 und 1833 war er zunächst Richter an einem Berufungsgericht; von 1833 bis 1847 gehörte er dann dem Supreme Court of Ohio an. Im Jahr 1850 wurde er mit 49,7 Prozent der Stimmen gegen den Whig-Kandidaten William Johnston zum neuen Gouverneur seines Staates gewählt.

## Gouverneur von Ohio
Wood trat sein neues Amt am 12. Dezember 1850 an. Während seiner ersten Amtszeit trat eine neue Verfassung in Kraft, die die Wahltermine aller Amtsträger einschließlich der Gouverneure auf ungerade Jahre festlegte. Daher wurde Woods erste Amtszeit auf ein Jahr verkürzt. Im Jahr 1851 wurde er aber mit diesmal deutlicher Mehrheit gegen Samuel Finley Vinton bestätigt. Die neue Verfassung ordnete auch das Gerichtswesen neu. Außerdem wurde das Amt des Vizegouverneurs (Lieutenant Governor) neu geschaffen. Politisch war er ein Gegner des sogenannten „Fugitive Slave Acts“, das die Auslieferung geflohener Sklaven an ihre früheren Herren verlangte.
Am 13. Juli 1853 trat Wood vom Amt des Gouverneurs zurück, um eine Stelle als amerikanischer Konsul in Valparaíso (Chile) anzutreten. Er blieb bis 1855 in Chile. Danach kehrte er nach Cleveland zurück, um als Rechtsanwalt zu arbeiten. Anschließend zog er sich auf seine Farm zurück, wo er 1864 auch verstarb. Politisch war er ein Anhänger der Union. Er war mit Mary Rice verheiratet, mit der er zwei Töchter hatte.